# گونزو
گٌونزو (به ژاپنی: 株式会社 ゴンゾ Kabushiki Kaisha Gonzo) یک استودیوی پویانمایی ژاپنی است.

## محصولات
- باسیلیسک
- به ان اچ کی خوشامدید
- گانتز
- گانکوتسو
- هلسینگ